# National League 2019-2020 (Gibilterra)
La National League 2019-2020 è stata la 1ª edizione dell'omonima competizione a seguito dell'abolizione della Premier Division e la 121ª globale. Iniziata il 12 agosto 2019 è stata annullata per la pandemia di COVID-19. Oltre a non assegnare il titolo, la GFA ha deciso di non procedere alle retrocessioni.

## Stagione

### Formula
Questa è la settima stagione di Gibilterra come membro della UEFA. La squadra vincitrice del campionato ha un posto nel turno preliminare della UEFA Champions League 2020-2021, qualora abbia la licenza UEFA, mentre un posto nel turno preliminare della UEFA Europa League 2020-2021 è riservato alla vincitrice della Rock Cup 2019-2020.

### Novità
A seguito della fusione tra Premier Division e Second Division in un unico campionato, la formula del torneo è totalmente cambiata.
Il campionato prevedeva 16 squadre, ma il Gibraltar Phoenix, il Gibraltar United e il Leo si sono ritirate pochi giorni prima dell'inizio del campionato, mentre l'Olympique 13 è stata espulsa l'11 settembre 2019 dopo non essersi presentata in due diverse occasioni. Sono previste due fasi: nella prima, le 12 squadre di Gibilterra si affronteranno in un girone unico in partite di sola andata al termine del quale si passa alla seconda fase. Le prime sei classificate comporranno il Championship Group, mentre le altre comporranno il Challenge Group.
In questa seconda fase, le squadre si affronteranno in partite di andata e ritorno. Inoltre, conserveranno i punti totalizzati nella prima fase.
La squadra vincitrice del Championship Group verrà proclamata campione di Gibilterra.
La squadra vincitrice del Challenge Group vincerà il GFA Challenge Trophy e accederà direttamente al secondo turno della Rock Cup dell'anno successivo

## Squadre partecipanti
Tutte le squadre giocano nello stesso stadio, il Victoria Stadium con una capienza di 5000 spettatori.
| Squadra          | Stagione precedente           |
| ---------------- | ----------------------------- |
| Boca Gibraltar   | 10º posto in Premier Division |
| FCB Magpies      | 1º posto in Second Division   |
| College 1975     | 5º posto in Second Division   |
| Europa FC        | 2º posto in Premier Division  |
| Europa Point     | 2º posto in Second Division   |
| Glacis United    | 8º posto in Premier Division  |
| Lincoln Red Imps | Campione di Gibilterra        |
| Lions Gibraltar  | 9º posto in Premier Division  |
| Lynx             | 7º posto in Premier Division  |
| Manchester 62    | 4º posto in Second Division   |
| Mons Calpe       | 4º posto in Premier Division  |
| St Joseph's      | 3º posto in Premier Division  |

## Classifica finale
|  | Pos. | Squadra          | Pt | G  | V  | N | P  | GF | GS | DR  |
|  | ---- | ---------------- | -- | -- | -- | - | -- | -- | -- | --- |
|  | 1.   | Europa FC        | 31 | 11 | 10 | 1 | 0  | 58 | 8  | +50 |
|  | 2.   | St Joseph's      | 29 | 11 | 9  | 2 | 0  | 43 | 5  | +38 |
|  | 3.   | Lincoln Red Imps | 27 | 11 | 9  | 0 | 2  | 48 | 9  | +39 |
|  | 4.   | Lynx             | 23 | 11 | 7  | 2 | 2  | 28 | 11 | +17 |
|  | 5.   | FCB Magpies      | 18 | 11 | 6  | 0 | 5  | 22 | 21 | +1  |
|  | 6.   | Lions Gibraltar  | 15 | 11 | 4  | 3 | 4  | 22 | 25 | -3  |
|  | 7.   | Mons Calpe       | 14 | 11 | 4  | 2 | 5  | 24 | 27 | -3  |
|  | 8.   | Manchester 62    | 10 | 11 | 3  | 1 | 7  | 10 | 29 | -19 |
|  | 9.   | Boca Gibraltar   | 9  | 11 | 2  | 3 | 6  | 16 | 29 | -13 |
|  | 10.  | Europa Point     | 8  | 11 | 2  | 2 | 7  | 12 | 25 | -13 |
|  | 11.  | Glacis United    | 6  | 11 | 2  | 0 | 9  | 15 | 47 | -32 |
|  | 12.  | College 1975     | 0  | 11 | 0  | 0 | 11 | 5  | 67 | -62 |

Legenda:
      Ammesse al Championship Group
      Ammesse al Challenge Group
Note:

Tre punti a vittoria, uno a pareggio, zero a sconfitta.
In caso di arrivo di due o più squadre a pari punti, la graduatoria verrà stilata secondo la classifica avulsa tra le squadre interessate che prevede, in ordine, i seguenti criteri:
- Punti generali
- Differenza reti generale
- Reti realizzate in generale
- Partite vinte in generale
- Partite vinte in trasferta
- Punti negli scontri diretti
- Differenza reti negli scontri diretti
- Differenza reti generale
- Sorteggio

### Risultati
|                  | Boc | BrM | Col | Eur  | EuP | Gla | Lio | Lin | Lyn | M62 | Mon | StJ |
| ---------------- | --- | --- | --- | ---- | --- | --- | --- | --- | --- | --- | --- | --- |
| Boca Gibraltar   |     | 1-2 |     |      | 1-1 |     |     | 1-8 | 1-3 |     | 1-1 |     |
| Bruno's Magpies  |     |     |     | 0-6  |     |     | 2-0 | 0-3 |     |     | 1-3 | 0-3 |
| College 1975     | 0-4 | 1-3 |     | 0-12 |     |     | 1-6 |     |     | 0-3 | 1-9 |     |
| Europa FC        | 6-1 |     |     |      | 1-0 | 6-2 |     | 4-1 | 2-0 |     |     | 2-2 |
| Europa Point     |     | 2-3 | 6-1 |      |     | 0-3 |     |     | 0-5 | 1-3 |     |     |
| Glacis United    | 0-2 | 0-9 | 4-0 |      |     |     | 1-3 |     |     | 2-3 | 0-5 |     |
| Lions Gibraltar  | 6-4 |     |     | 2-5  | 0-0 |     |     | 1-7 | 0-0 |     |     | 0-4 |
| Lincoln Red Imps |     |     | 9-1 |      | 3-0 | 8-0 |     |     | 4-0 | 2-0 |     |     |
| Lynx             |     | 2-0 | 4-0 |      |     | 3-2 |     |     |     | 5-0 | 5-1 |     |
| Manchester 62    | 0-0 | 0-2 |     | 0-7  |     |     | 0-3 |     |     |     | 1-4 |     |
| Mons Calpe       |     |     |     | 0-7  | 0-2 |     | 1-1 | 0-2 |     |     |     | 0-6 |
| St. Joseph's     | 2-0 |     | 7-0 |      | 5-0 | 8-1 |     | 2-1 | 1-1 | 3-0 |     |     |

## Championship Group

### Classifica finale
|                       | Pos. | Squadra          | Pt | G  | V  | N | P  | GF | GS | DR  |
| --------------------- | ---- | ---------------- | -- | -- | -- | - | -- | -- | -- | --- |
| Gibilterra (bandiera) | 1.   | Europa FC        | 49 | 17 | 16 | 1 | 0  | 85 | 9  | +76 |
|                       | 2.   | St Joseph's      | 44 | 17 | 14 | 2 | 1  | 58 | 15 | +43 |
|                       | 3.   | Lincoln Red Imps | 39 | 17 | 13 | 0 | 4  | 68 | 15 | +53 |
|                       | 4.   | Lynx             | 29 | 17 | 9  | 2 | 6  | 37 | 30 | +7  |
|                       | 5.   | FCB Magpies      | 21 | 17 | 7  | 0 | 10 | 29 | 41 | -12 |
|                       | 6.   | Lions Gibraltar  | 15 | 17 | 4  | 3 | 10 | 30 | 55 | -25 |

Legenda:

      Ammessa alla UEFA Champions League 2020-2021

      Ammessa alla UEFA Europa League 2020-2021

### Risultati
|                  | BrM | Eur | Lio | Lin | Lyn | StJ |
| ---------------- | --- | --- | --- | --- | --- | --- |
| Bruno's Magpies  |     | 0-5 | 1-5 |     |     | 1-2 |
| Europa FC        |     |     | 5-0 |     | 5-0 | 3-1 |
| Lions Gibraltar  | 2-3 | 0-7 |     |     | 2-3 |     |
| Lincoln Red Imps |     | 0-2 | 7-1 |     | 5-0 |     |
| Lynx             | 3-1 |     |     | 1-3 |     | 2-3 |
| St Joseph's      | 3-1 |     | 5-3 | 1-0 |     |     |

## Challenge Group

### Classifica finale
|  | Pos. | Squadra        | Pt | G  | V  | N | P  | GF | GS | DR  |
|  | ---- | -------------- | -- | -- | -- | - | -- | -- | -- | --- |
|  | 1.   | Mons Calpe     | 33 | 18 | 10 | 3 | 5  | 49 | 29 | +20 |
|  | 2.   | Europa Point   | 25 | 18 | 7  | 4 | 7  | 35 | 38 | -3  |
|  | 3.   | Manchester 62  | 19 | 18 | 6  | 1 | 11 | 21 | 49 | -28 |
|  | 4.   | Boca Gibraltar | 16 | 17 | 4  | 4 | 9  | 30 | 45 | -15 |
|  | 5.   | Glacis United  | 10 | 17 | 3  | 1 | 13 | 21 | 56 | -35 |
|  | 6.   | College 1975   | 1  | 18 | 0  | 1 | 17 | 18 | 99 | -81 |

Legenda:

      Vincitore del GFA Challenge Trophy 

### Risultati
|                | Boc | Col | EuP | Gla | M62 | Mon  |
| -------------- | --- | --- | --- | --- | --- | ---- |
| Boca Gibraltar |     | 7-5 | 2-4 |     |     | 0-2  |
| College 1975   |     |     | 2-6 | 1-2 |     | 0-6  |
| Europa Point   | 2-1 | 5-5 |     | 2-1 | 3-1 |      |
| Glacis United  | 2-2 |     |     |     | 1-2 | 0-1  |
| Manchester 62  | 1-2 | 5-0 |     | 1-0 |     | 1-11 |
| Mons Calpe     |     | 1-0 | 1-1 |     | 3-0 |      |